# 知られぬ人
『知られぬ人』（しられぬひと、原題・英語: The Unknown）は、1927年に製作・公開されたアメリカ合衆国の映画である。

## 概要
メアリー・ロバーツ・ラインハートの小説を基にトッド・ブラウニングが脚色、監督し、ロン・チェイニーとノーマン・ケリー、ジョーン・クロフォードが出演した。

## キャスト
- アロンソ：ロン・チェイニー
- マラバール：ノーマン・ケリー
- ナノン：ジョーン・クロフォード

## スタッフ
- 監督/脚色：トッド・ブラウニング
- 脚色：ウォルデマー・ヤング
- 撮影：メリット・B・ガースタッド
- 編集：ハリー・レイノルズ、エロール・タガート
- 装置：セドリック・ギボンズ、リチャード・デイ
- 衣裳：ルシア・コールター

## 注
1. ↑  東京朝日新聞 昭和4年3月13日夕刊の広告（浅草電気館）
2. ↑  “Joan Crawford Box Office Information” (英語). 2010年10月6日閲覧。